# 철인 5종경기
철인 5종경기는 한국방송공사에서 편성되었던 스포츠 소재 예능 프로그램이다.

## 기획의도
스포츠 소재 프로그램